# إيغون رولايد
إيغون رولايد (26 سبتمبر 1918 – 1943) هو سبّاح إستوني راحل، مثّل بلاده في الألعاب الأولمبية الصيفية 1936.

## روابط خارجية
إيغون رولايد على موقع الاتحاد الدولي للسباحة (الإنجليزية)
- إيغون رولايد على موقع اللجنة الأولمبية الدولية (الإنجليزية)
- إيغون رولايد على موقع أوليمبيديا (الإنجليزية)